# إيفي شانون
إيفي شانون (بالإنجليزية: Effie Shannon)‏ هي ممثلة أمريكية، ولدت في 13 مايو 1867 في كامبريدج في الولايات المتحدة، وتوفيت في 24 يوليو 1954 في باي شور في الولايات المتحدة.

## وصلات خارجية
- إيفي شانون على موقع IMDb (الإنجليزية)
- إيفي شانون على موقع أول موفي (الإنجليزية)
- إيفي شانون على موقع قاعدة بيانات برودواي على الإنترنت (الإنجليزية)
- إيفي شانون على موقع قاعدة بيانات الأفلام السويدية (السويدية)
- إيفي شانون على موقع قاعدة بيانات الفيلم (الإنجليزية)